# Dariusz Maciąg
Dariusz Maciąg (ur. 15 października 1965 w Węgorzynie, zm. 23 stycznia 2008 w Mirosławcu) – generał brygady pilot Wojska Polskiego.

## Życiorys
Dariusz Maciąg ukończył Liceum Lotnicze w Dęblinie i został powołany do Wyższej Oficerskiej Szkoły Lotniczej, którą ukończył w 1988. Doskonalił swoje umiejętności lotnicze jako pilot w 41 pułku lotnictwa myśliwskiego, a następnie w 40 pułku lotnictwa myśliwsko-bombowego oraz w 40 eskadrze lotnictwa taktycznego w której pełnił służbę na różnych stanowiskach. Był starszym pilotem, dowódcą klucza, szefem rozpoznania powietrznego oraz kierownikiem sekcji. Studiował w latach 2000–2002 w Akademii Bundeswehry, a po powrocie do kraju służył przez dwa lata jako młodszy specjalista w 1 Brygadzie Lotnictwa Taktycznego. Dowódca 40 eskadry lotnictwa taktycznego od 1 lipca 2004 do 3 października 2006. Był słuchaczem Podyplomowego Studium Operacyjno–Strategicznego w Akademii Obrony Narodowej w 2006. 6 lipca 2007 objął obowiązki dowódcy 21 Bazy Lotniczej. Zginął tragicznie w katastrofie lotniczej samolotu transportowego CASA pod Mirosławcem w dniu 23 stycznia 2008.